# Валенца
Валенца (італ. Valenza, п'єм. Valensa) — муніципалітет в Італії, у регіоні П'ємонт,  провінція Алессандрія.
Валенца розташована на відстані близько 470 км на північний захід від Рима, 75 км на схід від Турина, 12 км на північ від Алессандрії.
Населення — 19 341 особа (2014).
Щорічний фестиваль відбувається 25 липня. Покровитель — San Giacomo.

## Демографія
Населення за роками:

Станом на 1 січня 2023 року в муніципалітеті офіційно проживало 1345 іноземців з 80 країн, серед них 305 громадян країн Євросоюзу та 56 громадян України.

## Сусідні муніципалітети
- Алессандрія
- Бассіньяна
- Боццоле
- Фраскароло
- Джароле
- Мірабелло-Монферрато
- Печетто-ді-Валенца
- Помаро-Монферрато
- Сан-Сальваторе-Монферрато
- Суарді
- Торре-Беретті-е-Кастелларо

## Міста-побратими
- Рокка-Імперіале, Італія